# Luiz Antônio Lopes Ricci
Luiz Antônio Lopes Ricci (Bauru, 16 de maio de 1966) é um prelado da Igreja Católica Apostólica Romana brasileiro, desde 2025 é o bispo da Diocese de Itapetininga.

## Presbiterado
Concluiu seus estudos eclesiásticos em Marília, graduando-se em Filosofia no Seminário Provincial Sagrado Coração de Jesus (1991-1993) e Teologia no Instituto Teológico Rainha dos Apóstolos (1994-1997). Ele então obteve a Licença (1997-1999) e o Doutorado (2004-2007) em Teologia Moral na Academia Alfonsiana da Pontifícia Universidade Lateranense em Roma. Além disso, cursou pós-doutorado em Bioética no Centro Universitário São Camilo, em São Paulo (2013-2014).
Em 10 de julho de 1997, foi ordenado sacerdote e incardinado na diocese de Bauru. Foi, enquanto padre, professor e diretor da Faculdade João Paulo II (FAJOPA) da Província Eclesiástica de Botucatu, com sede em Marília.

## Episcopado
Em 10 de maio de 2017, foi nomeado bispo titular de Tíndaris e bispo auxiliar da arquidiocese de Niterói, recebendo ordenação episcopal no dia 16 de julho seguinte, tendo como sagrante Dom Caetano Ferrari, O.F.M., Bispo de Bauru, auxiliado por José Francisco Rezende Dias, arcebispo de Niterói e Luiz Antônio Guedes, bispo de Campo Limpo.
Em 6 de maio de 2020, foi nomeado bispo da Diocese de Nova Friburgo.
Na Conferência Nacional dos Bispos do Brasil, ele é membro da Comissão Episcopal para a Doutrina da Fé.
Foi nomeado em 25 de fevereiro de 2025 como bispo da Diocese de Itapetininga, interior de São Paulo.